# Pérou aux Jeux olympiques d'été de 2016
Le Pérou participe aux Jeux olympiques d'été de 2016 à Rio de Janeiro au Brésil du 5 août au 21 août. Il s'agit de sa 19e participation à des Jeux d'été.

## Athlétisme

### Homme

#### Course
| Athlètes          | Compétitions  | Série          | Série | Demi-finale | Demi-finale | Finale          | Finale |
| Athlètes          | Compétitions  | Temps          | Rang  | Temps       | Rang        | Temps           | Rang   |
| ----------------- | ------------- | -------------- | ----- | ----------- | ----------- | --------------- | ------ |
| David Torrence    | 5 000 mètres  | 13 min 23 s 20 | 10e   | NC          | NC          | 13 min 43 s 12  | 15e    |
| Luis Ostos        | 10 000 mètres | NC             | NC    | NC          | NC          | 28 min 02 s 03  | 21e    |
| Raul Machacuay    | Marathon      | NC             | NC    | NC          | NC          | 2 h 18 min 00 s | 45e    |
| Cristhian Pacheco | Marathon      | NC             | NC    | NC          | NC          | 2 h 18 min 41 s | 52e    |
| Raúl Pacheco      | Marathon      | NC             | NC    | NC          | NC          | 2 h 20 min 13 s | 66e    |
| Paolo Yurivilca   | 20 km marche  | NC             | NC    | NC          | NC          | 1 h 24 min 48 s | 41e    |
| Pavel Chihuán     | 50 km marche  | NC             | NC    | NC          | NC          | 4 h 32 min 37 s | 48e    |
| Luis Henry Campos | 50 km marche  | NC             | NC    | NC          | NC          | DNF             | /      |

#### Concours
| Athlètes      | Compétitions    | Série    | Série | Finale   | Finale  |
| ------------- | --------------- | -------- | ----- | -------- | ------- |
| Athlètes      | Compétitions    | Résultat | Rang  | Résultat | Rang    |
| Arturo Chávez | Saut en hauteur | 2,22 m   | 29e   | Éliminé  | Éliminé |

### Femme

#### Course
| Athlètes          | Compétitions | Série | Série | Demi-Finales | Demi-Finales | Finale          | Finale |
| ----------------- | ------------ | ----- | ----- | ------------ | ------------ | --------------- | ------ |
| Athlètes          | Compétitions | Temps | Rang  | Temps        | Rang         | Temps           | Rang   |
| Gladys Tejeda     | Marathon     | NC    | NC    | NC           | NC           | 2 h 29 min 55 s | 15e    |
| Jovana de la Cruz | Marathon     | NC    | NC    | NC           | NC           | 2 h 35 min 49 s | 36e    |
| Inés Melchor      | Marathon     | NC    | NC    | NC           | NC           | DNF             | /      |
| Kimberly García   | 20 km marche | NC    | NC    | NC           | NC           | 1 h 32 min 09 s | 14e    |
| Jessica Hancco    | 20 km marche | NC    | NC    | NC           | NC           | 1 h 39 min 08 s | 51e    |

## Aviron
Légende: FA = finale A (médaille) ; FB = finale B (pas de médaille) ; FC = finale C (pas de médaille) ; FD = finale D (pas de médaille) ; FE = finale E (pas de médaille) ; FF = finale F (pas de médaille) ; SA/B = demi-finales A/B ; SC/D = demi-finales C/D ; SE/F = demi-finales E/F ; QF = quarts de finale; R= repêchage
| Athlète           | Compétition  | Séries        | Séries | Repêchage     | Repêchage | Quarts de finale | Quarts de finale | Demi-finale   | Demi-finale | Finale        | Finale |
| Athlète           | Compétition  | Temps         | Rang   | Temps         | Rang      | Temps            | Rang             | Temps         | Rang        | Temps         | Rang   |
| ----------------- | ------------ | ------------- | ------ | ------------- | --------- | ---------------- | ---------------- | ------------- | ----------- | ------------- | ------ |
| Renzo León García | Skiff hommes | 7 min 21 s 04 | 4 R    | 7 min 25 s 55 | 2 QF      | 7 min 30 s 91    | 6 SC/D           | 7 min 37 s 34 | 5 FD        | 7 min 02 s 28 | 20     |
| Camila Valle      | Skiff femmes | 9 min 30 s 60 | 5 R    | 8 min 32 s 66 | 6 SE/F    | exempt           | exempt           | 9 min 11 s 91 | 4 FF        | 9 min 18 s 24 | 31     |